# John Farquhar Fulton
John Farquhar Fulton (Saint Paul, Minnesota, 1 de novembro de 1899 – 29 de maio de 1960) foi um neurofisiologista e historiador da medicina estadunidense.

## Publicações selecionadas
- Muscular contraction and the reflex control of movement. Doctorate thesis. Baltimore, Williams & Wilkins, 1926.
- Selected Reading in the History of Physiology. Edited by John Farquhar Fulton. Springfield, Illinois, Baltimore, Maryland, C. C. Thomas, 1930.
- The Sign of Babinsky. A Study of the Evolution of Cortical Dominance in Primates. Charles C Thomas, Springfield Illinois, 1932
- A Bibliography of the Honourable Robert Boyle, Fellow of the Royal Society. Oxford: University Press, 1932. 2nd edition, Oxford: Clarendon Press, 1961.
- A bibliography of two Oxford physiologists; Richard Lower, 1631–1691; John Mayow, 1643–1679. Oxford: Oxford University Press, 1935.
- Physiology of the Nervous System. Textbook. 1938.
- Harvey Cushing, a biography.  Springfield, Illinois, C. C. Thomas, 1946.
- The great medical bibliographers, a study in humanism. Philadelphia, University of Pennsylvania Press, 1951.
- Selected reading in the history of physiology, comp. by John F. Fulton, completed by Leonard G. Wilson. Springfield, Illinois, Thomas [c 1966].